# Si quelqu'un ne veut pas travailler, qu'il ne mange pas non plus
« Si quelqu'un ne veut pas travailler, qu'il ne mange pas non plus » est un verset de l'apôtre Paul dans le Nouveau Testament (deuxième épître aux Thessaloniciens, chapitre 3, verset 10), repris plus tard par John Smith de Jamestown au début des années 1600[réf. nécessaire] et par Lénine pendant la révolution russe du début des années 1900.

## Union soviétique
Cette phrase apparaît dans son ouvrage de 1917, L'État et la Révolution :
« Ainsi, dans la première phase de la société communiste (que l’on appelle ordinairement socialisme), le « droit bourgeois » est aboli non pas complètement, mais seulement en partie, seulement dans la mesure où la révolution économique a été faite, c’est-à-dire seulement en ce qui concerne les moyens de production. Le « droit bourgeois » en reconnaît la propriété privée aux individus. Le socialisme en fait une propriété commune. C’est dans cette mesure, mais dans cette mesure seulement, que le « droit bourgeois » se trouve aboli.
Il subsiste cependant dans son autre partie [de la première phase de la société communiste], en qualité de régulateur de la répartition des produits et de la répartition du travail entre les membres de la société. « Qui ne travaille pas ne doit pas manger » : ce principe socialiste est déjà réalisé; « à quantité égale de travail, quantité égale de produits » : cet autre principe socialiste est déjà réalisé, lui aussi. Pourtant, ce n’est pas encore le communisme et cela n’élimine pas encore le « droit bourgeois » qui, à des hommes inégaux et pour une quantité inégale (inégale en fait) de travail, attribue une quantité égale de produits »
Elle est mise en pratique sous son gouvernement en créant une hiérarchisation de l'approvisionnement alimentaire en fonction de l'intérêt stratégique et industriel des professions. Toutes les entreprises soviétiques sont ainsi réparties en quatre listes : spéciale, première, deuxième et troisième. De plus, les ouvriers et les urbains sont largement privilégiés par rapport aux paysans, qu'ils soient individuels ou collectifs dans les kolkhozes, et aux ouvriers des sovkhozes.
Le principe a été énoncé dans l'article 18 de la Constitution soviétique de 1918, ainsi que dans l'article 12 de la Constitution soviétique de 1936 et dans le point 2 du Code moral du bâtisseur du communisme, adapté à 1961 par le 22e Congrès du PCUS[réf. nécessaire].
Critiquant Staline, Léon Trotsky a écrit que « Le vieux principe : celui qui ne travaille pas ne doit pas manger, a été remplacé par un nouveau : celui qui n'obéit pas ne doit pas manger ».